# Tragia cinerea
Tragia cinerea är en törelväxtart som först beskrevs av Ferdinand Albin Pax, och fick sitt nu gällande namn av Michael George Gilbert och Radcl.-sm.. Tragia cinerea ingår i släktet Tragia och familjen törelväxter. Inga underarter finns listade i Catalogue of Life.